# Alosno (kommunhuvudort)
Alosno är en kommunhuvudort i Spanien.   Den ligger i provinsen Provincia de Huelva och regionen Andalusien, i den sydvästra delen av landet, 400 km sydväst om huvudstaden Madrid. Alosno ligger 184 meter över havet och antalet invånare är 4 341.
Terrängen runt Alosno är platt. Runt Alosno är det ganska glesbefolkat, med 47 invånare per kvadratkilometer. Alosno är det största samhället i trakten. Omgivningarna runt Alosno är i huvudsak ett öppet busklandskap.